# Jornal da infância
Jornal da infância: semanário ilustrado da autoria de Rafael Bordallo Pinheiro, publicou-se em Lisboa em 1883, perfazendo um total de 52 números